# Sinfonietta Köln
Sinfonietta Köln ist ein deutsches Kammerorchester, das 1984 gegründet wurde und heute unter der künstlerischen Leitung von Cornelius Frowein steht.

## Geschichte
Kurze Zeit nach seiner Gründung begann das Ensemble sich intensiv mit Fragen der historisch informierten Interpretation von Musik aus dem 18. Jahrhundert auf modernen Instrumenten zu befassen. Sinfonietta Köln gehört somit zu den ersten Klangkörpern, die diesen heute von vielen Orchestern praktizierten Weg beschritten.
Mit ersten Einladungen zu Auslandstourneen – darunter Italien 1986, 1987 ff., Russland 1991 – Gastspielen bei internationalen Festivals sowie Rundfunk- und CD-Produktionen seit 1990 gelang der Durchbruch zur überregionalen Anerkennung.
Seither gastierte das Ensemble unter anderem bei den Schwetzinger Festspielen, dem Mozartfest Würzburg, Augsburger Mozartsommer, Flandern Festival, Ostbelgien Festival, Muziek Biennale Niederrhein, Niederrhein Musikfestival, Stagione Estiva Parma, Maggio della musica, Summerwinds, in Rom, Neapel, Monte Carlo, Moskau, Shanghai, Hangzhou.
Viermal war es „Orchestra in Residence“ bei „Sommer, Schlösser, Virtuosen – Klassik im Westmünsterland“.
Auch heute steht die Musik des 18. Jahrhunderts, insbesondere der Bach-Söhne, Haydns, Mozarts und ihrer Zeitgenossen im Zentrum des Repertoires, das gleichwohl auch die großen Werke des 19. und 20. Jahrhunderts enthält.
Mehrfach erteilte das Orchester Kompositionsaufträge und brachte seit 1990 regelmäßig Werke zur Uraufführung.
Es liegen Rundfunkaufnahmen und CD-Produktionen mit Werken von J.S.Bach, C.P.E.Bach, J.Chr.Fr.Bach, J.Chr.Bach, G.F.Händel, A.Vivaldi, T.Albinoni, M.G.Monn, J.Haydn, W.A.Mozart, F. Mendelssohn, N.W.Gade, E.Grieg, H.Wolf, C.Debussy, L.Janacek, O.Respighi, B.Blacher, G.v.Einem, W.Gieseler, Ph.Glass, F.W.Hans, A.Vassiliev vor.

## Diskographie
- Wolfgang A. Mozart: Mailänder Quartette (Quartettsinfonien) KV 155, 157, 159, 160; Sinfonietta Köln – Leitung: Cornelius Frowein; Antes – BM 31.9220

- Felix Mendelssohn: Werke für Streichorchester (Auswahl); Sinfonietta Köln – Leitung: Cornelius Frowein; Solist: Christian Ludwig – Violine; Telos – TLS 013

- Niels Wilhelm Gade: Novelletten op. 53, Novelletten op. 58, Aquarelle op. 19; Sinfonietta Köln – Leitung: Cornelius Frowein; Antes – BM 31.9088

- Wolfgang A. Mozart: Clavierkonzerte KV 413, 414, 415; Sinfonietta Köln – Leitung: Cornelius Frowein; Solist: Siegbert Rampe – Cembalo, Hammerflügel; Intercord INT 5 44068 2

- Wolfgang A. Mozart: Clavierkonzerte KV 271, 449, Rondo KV 386; Sinfonietta Köln – Leitung: Cornelius Frowein; Solist: Siegbert Rampe – Cembalo, Hammerflügel; Intercord INT 860.881

- Werke für Streichorchester von Matthias Georg Monn, Joseph Haydn, Franz Schreker, Ottorino Respighi und Friedrich Wilhelm Hans; Sinfonietta Köln – Leitung: Cornelius Frowein; Antes – BM 31.9012